# Medalia de Onoare a Congresului pentru activități spațiale

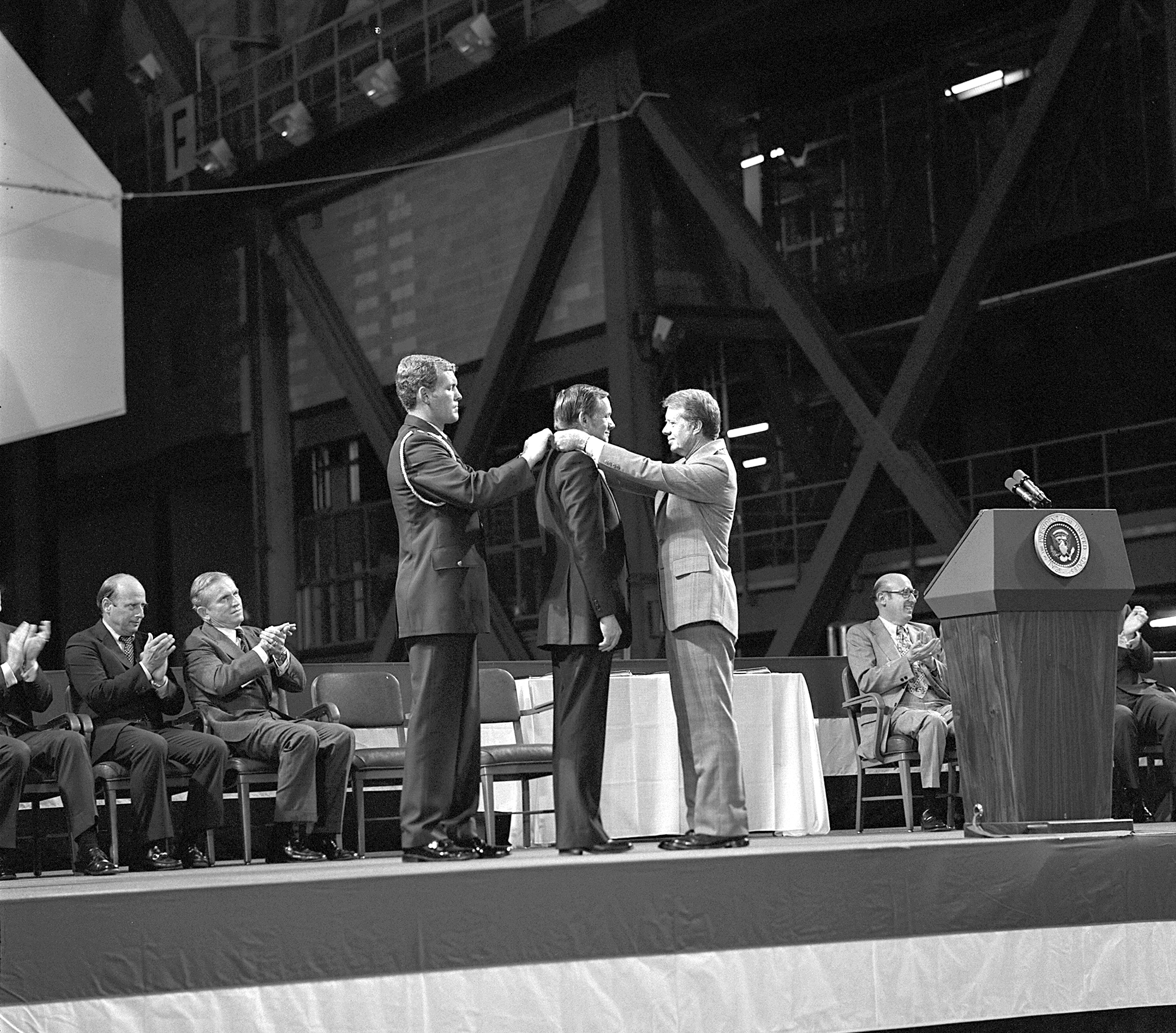
Neil Armstrong a fost primul astronaut decorat de președintele Jimmy Carter în 1978, în timp ce următorii beneficiari Borman și Conrad stau așezaţi.

Medalia de Onoare a Congresului pentru activități spațiale (în engleză Congressional Space Medal of Honor) a fost autorizată de Congresul SUA în 1969 pentru a evidenția "orice astronaut care, în exercitarea atribuțiilor sale, s-a remarcat prin merite excepționale și prin contribuții la bunăstarea națiunii și a omenirii". Ea este cea mai mare decorație acordată de NASA, fiind decernată de președintele SUA în numele Congresului la recomandările administratorului National Aeronautics and Space Administration. Această medalie este o decorație diferită de Medalia de Onoare a Congresului, care este o decorație militară pentru vitejie deosebită și cavalerism în luptă.
Deși Medalia de Onoare a Congresului pentru activități spațiale este o decorație civilă a guvernului Statelor Unite, ea este autorizată ca o decorație militară pentru a fi purtată pe uniformele militare americane ca urmare a prestigiului decorației. În astfel de cazuri, Medalia de Onoare a Congresului pentru activități spațiale este purtată ca o baretă după toate decorațiile Forțelor Armate ale SUA. 
Pentru a fi decorat cu Medalia de Onoare a Congresului pentru activități spațiale, un astronaut trebuie să realizeze fapte extraordinare în timp ce participă la un zbor spațial sub autoritatea NASA. De obicei, Medalia de Onoare a Congresului pentru activități spațiale este acordată pentru descoperiri științifice sau acțiuni cu beneficii extraordinare pentru omenire. Decorația poate fi, de asemenea, acordată pentru vitejie extremă în timpul unei situații de urgență în spațiu sau pentru prevenirea unui dezastru spațial major. Medalia de Onoare a Congresului pentru activități spațiale poate fi, de asemenea, acordată post-mortem acelor astronauți care au murit în timpul unei misiuni spațiale americane; și până în 2004, toți cei 17 astronauți uciși în misiuni americane au primit medalia.

## Persoane decorate
Pană în 2014, 28 de astronauți au fost decorați cu această medalie. Șaptesprezece au fost decorați post-mortem: 14 au murit în dezastrul navetei spațiale Challenger (1986) sau în dezastrul navetei spațiale Columbia (2003), iar alți trei au murit în incendiul astronavei Apollo 1 (1967). Un asterisc indică o decorație acordată post-mortem.
| Imagine           | Nume                 | Data decorării    | Decorat de        | Note | Referințe |
| ----------------- | -------------------- | ----------------- | ----------------- | --- | --------- |
| Neil Armstrong    | Neil Armstrong       | 1 octombrie 1978  | Jimmy Carter      | Apollo 11 (comandantul primei misiuni lunare, primul om ce a pășit pe Lună)                                                                       | [ 1 ]     |
| Frank Borman      | Frank Borman         | 1 octombrie 1978  | Jimmy Carter      | Apollo 8 (comandantul primului zbor orbital lunar)                                                                                                | [ 1 ]     |
| Pete Conrad       | Pete Conrad          | 1 octombrie 1978  | Jimmy Carter      | Skylab 2 (primul comandant al Skylab; responsabil pentru repararea defecțiunilor stației spațiale americane)                                      | [ 1 ]     |
| John Glenn        | John Glenn           | 1 octombrie 1978  | Jimmy Carter      | Mercury-Atlas 6 (primul american ce a zburat pe orbita terestră)                                                                                  | [ 1 ]     |
| Gus Grissom       | Gus Grissom*         | 1 octombrie 1978  | Jimmy Carter      | Apollo 1, Gemini 3 și Mercury-Redstone 4 (comandantul primei misiuni cu echipaj uman din programul Gemini); a murit la bordul astronavei Apollo 1 | [ 1 ]     |
| Alan Shepard      | Alan Shepard         | 1 octombrie 1978  | Jimmy Carter      | Mercury-Redstone 3 (primul american în spațiu) | [ 1 ]     |
| John W. Young     | John W. Young        | 19 mai 1981       | Ronald Reagan     | STS-1 (comandantul primului zbor al unei navete spațiale)                                                                                         | [ 1 ]     |
| Thomas Stafford   | Thomas P. Stafford   | 19 ianuarie 1993  | George H. W. Bush | Apollo-Soyuz Test Project (comandant american) | [ 1 ]     |
| James Lovell      | Jim Lovell           | 26 iulie 1995     | Bill Clinton      | Apollo 13 (comandantul unei misiuni ghinioniste)                                                                                                  | [ 1 ]     |
| Shannon Lucid     | Shannon Lucid        | 02 decembrie 1996 | Bill Clinton      | femeia astronaut americană cu cea mai lungă ședere în spațiu (depășită de Sunita Williams)                                                        | [ 1 ]     |
| Roger Chaffee     | Roger Chaffee*       | 17 decembrie 1997 | Bill Clinton      | A murit la bordul astronavei Apollo 1 | [ 1 ]     |
| Edward White      | Edward White*        | 17 decembrie 1997 | Bill Clinton      | Apollo 1 și Gemini 4 (prima ieșire în spațiu americană); a murit la bordul astronavei Apollo 1                                                    | [ 1 ]     |
| William Shepherd  | William Shepherd     | 15 ianuarie 2003  | George W. Bush    | Expedition 1 (comandantul primului echipaj ce a ajuns pe Stația Spațială Internațională)                                                          | [ 1 ]     |
| Rick Husband      | Rick Husband*        | 03 februarie 2004 | George W. Bush    | STS-107 (a murit la bordul navetei Columbia) | [ 1 ]     |
| Willie McCool     | Willie McCool*       | 03 februarie 2004 | George W. Bush    | STS-107 (a murit la bordul navetei Columbia) | [ 1 ]     |
| Michael Anderson  | Michael P. Anderson* | 03 februarie 2004 | George W. Bush    | STS-107 (a murit la bordul navetei Columbia) | [ 1 ]     |
| Kalpana Chawla    | Kalpana Chawla*      | 03 februarie 2004 | George W. Bush    | STS-107 (a murit la bordul navetei Columbia) | [ 1 ]     |
| David Brown       | David M. Brown*      | 03 februarie 2004 | George W. Bush    | STS-107 (a murit la bordul navetei Columbia) | [ 1 ]     |
| Laurel Clark      | Laurel B. Clark*     | 03 februarie 2004 | George W. Bush    | STS-107 (a murit la bordul navetei Columbia) | [ 1 ]     |
| Ilan Ramon        | Ilan Ramon*          | 03 februarie 2004 | George W. Bush    | STS-107 (a murit la bordul navetei Columbia, singurul decorat care nu este cetățean american)                                                     | [ 1 ]     |
| Dick Scobee       | Dick Scobee*         | 23 iulie 2004     | George W. Bush    | STS-51-L (a murit la bordul navetei Challenger)                                                                                                   | [ 1 ]     |
| Michael Smith     | Michael J. Smith*    | 23 iulie 2004     | George W. Bush    | STS-51-L (a murit la bordul navetei Challenger)                                                                                                   | [ 1 ]     |
| Judith Resnik     | Judith Resnik*       | 23 iulie 2004     | George W. Bush    | STS-51-L (a murit la bordul navetei Challenger)                                                                                                   | [ 1 ]     |
| Ronald McNair     | Ronald McNair*       | 23 iulie 2004     | George W. Bush    | STS-51-L (a murit la bordul navetei Challenger)                                                                                                   | [ 1 ]     |
| Ellison Onizuka   | Ellison Onizuka*     | 23 iulie 2004     | George W. Bush    | STS-51-L (a murit la bordul navetei Challenger)                                                                                                   | [ 1 ]     |
| Greg Jarvis       | Greg Jarvis*         | 23 iulie 2004     | George W. Bush    | STS-51-L (a murit la bordul navetei Challenger)                                                                                                   | [ 1 ]     |
| Christa McAuliffe | Christa McAuliffe*   | 23 iulie 2004     | George W. Bush    | STS-51-L (a murit la bordul navetei Challenger, profesoară)                                                                                       | [ 1 ]     |
| Robert Crippen    | Robert Crippen       | 26 aprilie 2006   | George W. Bush    | STS-1 (pilotul primului zbor al unei navete spațiale)                                                                                             | [ 1 ]     |